# Sergio De Gregorio

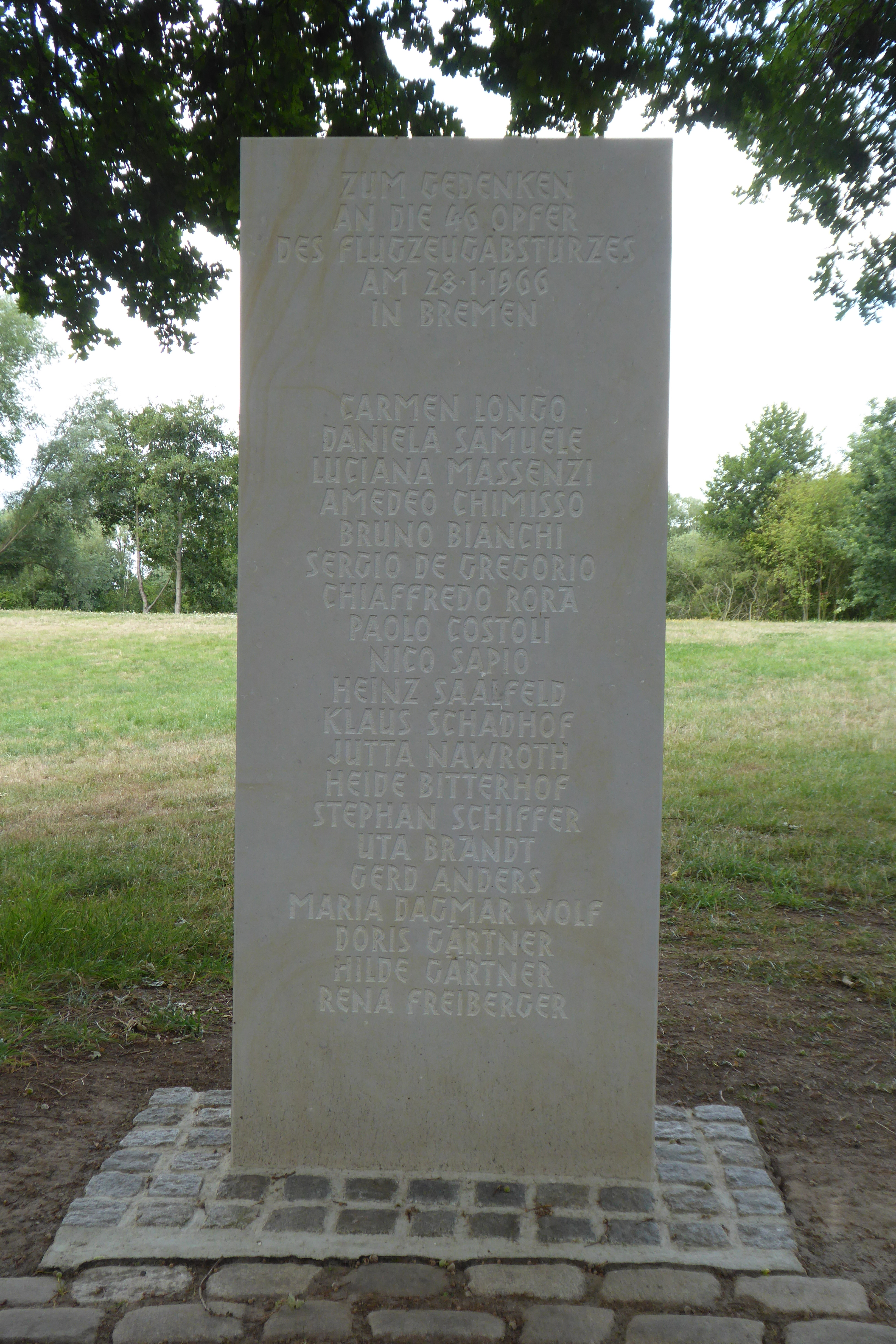
Gedenkstein an der Norderländer Straße von Bremen nach Stuhr

Sergio De Gregorio (* 24. Februar 1946 in Rom; † 28. Januar 1966 in Stuhr) war ein italienischer Schwimmer. Er gewann eine Silbermedaille bei Mittelmeerspielen.

## Karriere
Sergio De Gregorio schwamm bei AS Roma.
In der italienischen Nationalmannschaft debütierte De Gregorio bei den Mittelmeerspielen 1963 in Neapel. Dort wurde er Sechster über 1500 Meter Freistil. Mit der 4-mal-200-Meter-Freistilstaffel erreichte er den zweiten Platz mit 0,2 Sekunden Rückstand auf die Franzosen. Bei den Olympischen Spielen in Tokio schied er im Vorlauf über 100 Meter Freistil und über 400 Meter Freistil aus. Die italienische 4-mal-200-Meter-Freistilstaffel mit Sergio De Gregorio, Bruno Bianchi, Giovanni Orlando und Pietro Boscaini belegte im Finale von Tokio den achten Platz.
Bis Ende 1965 hatte De Gregorio fünf 12 italienische Meistertitel erschwommen und war in 16 internationalen Einsätzen für Italien angetreten. 1966 befand sich das italienische Team mit den Olympiateilnehmern von 1964 Bruno Bianchi, Dino Rora und Sergio De Gregorio sowie mit Amedeo Chimisso, Carmen Longo, Daniela Samuele und Luciana Massenzi und mit dem Trainer Paolo Costoli auf der Anreise zum 10. Internationalen Schwimmfest des Bremer Schwimmclubs, als der Lufthansa-Flug 005 abstürzte. Die vier Besatzungsmitglieder und alle 42 Passagiere starben.